# Riekophion conspicuus
Riekophion conspicuus là một loài tò vò trong họ Ichneumonidae.